# Persephonaster misakiensis
Persephonaster misakiensis är en sjöstjärneart som beskrevs av Shoji Goto 1914. Persephonaster misakiensis ingår i släktet Persephonaster och familjen kamsjöstjärnor. Inga underarter finns listade i Catalogue of Life.